# Computermuseum (Tallinn)
Het Computermuseum is een museum in de Estse hoofdstad Tallinn dat zich richt op de geschiedenis van de computer. Het museum werd opgericht in 2005 en bevindt zich in een voormalig Sovjetfabrieksgebouw. Het herbergt meer dan 500 museumobjecten, variërend van abacus tot een enorme computer van meer dan 700 kg. Bezoekers kunnen de tentoonstellingsstukken van dichtbij bekijken, ze aanraken en zelfs oude spellen spelen.